# Great Ayton
Great Ayton è un paese di 4 629 abitanti della contea del North Yorkshire, in Inghilterra.